# Hrîstove, Sloveanoserbsk
Hrîstove (în ucraineană Христове) este un sat în comuna Vesela Hora din raionul Sloveanoserbsk, regiunea Luhansk, Ucraina.

## Demografie
Componența lingvistică a localității Hrîstove
     Ucraineană (68,75%)
     Rusă (31,25%)
Conform recensământului din 2001, majoritatea populației localității Hrîstove era vorbitoare de ucraineană (68,75%), existând în minoritate și vorbitori de rusă (31,25%).